# 林时清
拿督林时清（1950年2月17日—）马来西亚政治人物、马华公会党员。他曾担任国会下议院副议长、古来国会议员，并曾在1990年至1995年任交通部长林良实的政治秘书。

## 家庭背景
2021年12月16日，林时清母亲唐却春逝世，享年96岁，马华前总会长林良实与夫人王维娜于12月18日前往丧府吊唁。

## 个人荣誉
- 马来西亚：
  -  联邦国家领袖勋章（PJN）—拿督（1997年）